# West 32nd
West 32nd — второй фильм Майкла Кана, режиссёра фильма «Мотель».

## Сюжет
Корейский подросток обвинён в убийстве. Амбициозный молодой адвокат из Нью-Йорка бесплатно берётся за дело мальчика.

## Название
West 32nd — Западная 32-я улица Манхэттена. Эта улица, также известная как «Корейский путь», является сердцем Корейского квартала.

## В ролях
| Актёр                  | Роль               |
| ---------------------- | ------------------ |
| John Cho               | John Kim           |
| Jun-seong Kim          | Mike Juhn          |
| Grace Park             | Lila Lee           |
| Jeong Jun-ho           | Chun Jin-ho        |
| Jane Kim               | Kim Sook-hee       |
| Lanny Joon             | Saeng              |
| Hans Kim as Kyuc       | the Korean mobster |
| Dante Han (Heejun Han) | Danny              |
| Chil Kong              | Detective Park     |

## Прокат и реакция зрителей
Американская премьера фильма состоялась в апреле 2007 года на фестивале «Трайбека». Международная — в октябре того же года на 12-м Пусанском международном кинофестивале. Тогда же состоялась премьера на Западном побережье США — на фестивале San Diego Asian Film Festival.
В ноябре 2007 года фильм вышел в прокат в кинотеатрах Южной Кореи.
В 2008 году «West 32nd» участвовал в гостевой программе Гётеборгского кинофестиваля и демонстрировался на нескольких североамериканских фестивалях и показах азиатских фильмов, таких как Toronto Reel Asian Film Festival, Vancouver Asian Film Festival, DisOrient Asian American Film Festival, San Francisco Asian International American Film Festival, Chicago Asian American Showcase.
В октябре 2009 года фильм был выпущен на DVD.
Рейтинг фильма на сайте Rotten Tomatoes — 61%.